# Skatelövs pastorat
Sktelövs pastorat är ett pastorat i Allbo-Sunnerbo kontrakt i stiftet Växjö stift i Svenska kyrkan.
Pastoratskoden är 060310.
Pastoratet omfattar sedan 1992 följande församlingar:
- Skatelövs församling
- Västra Torsås församling